# Forst an der Weinstraße

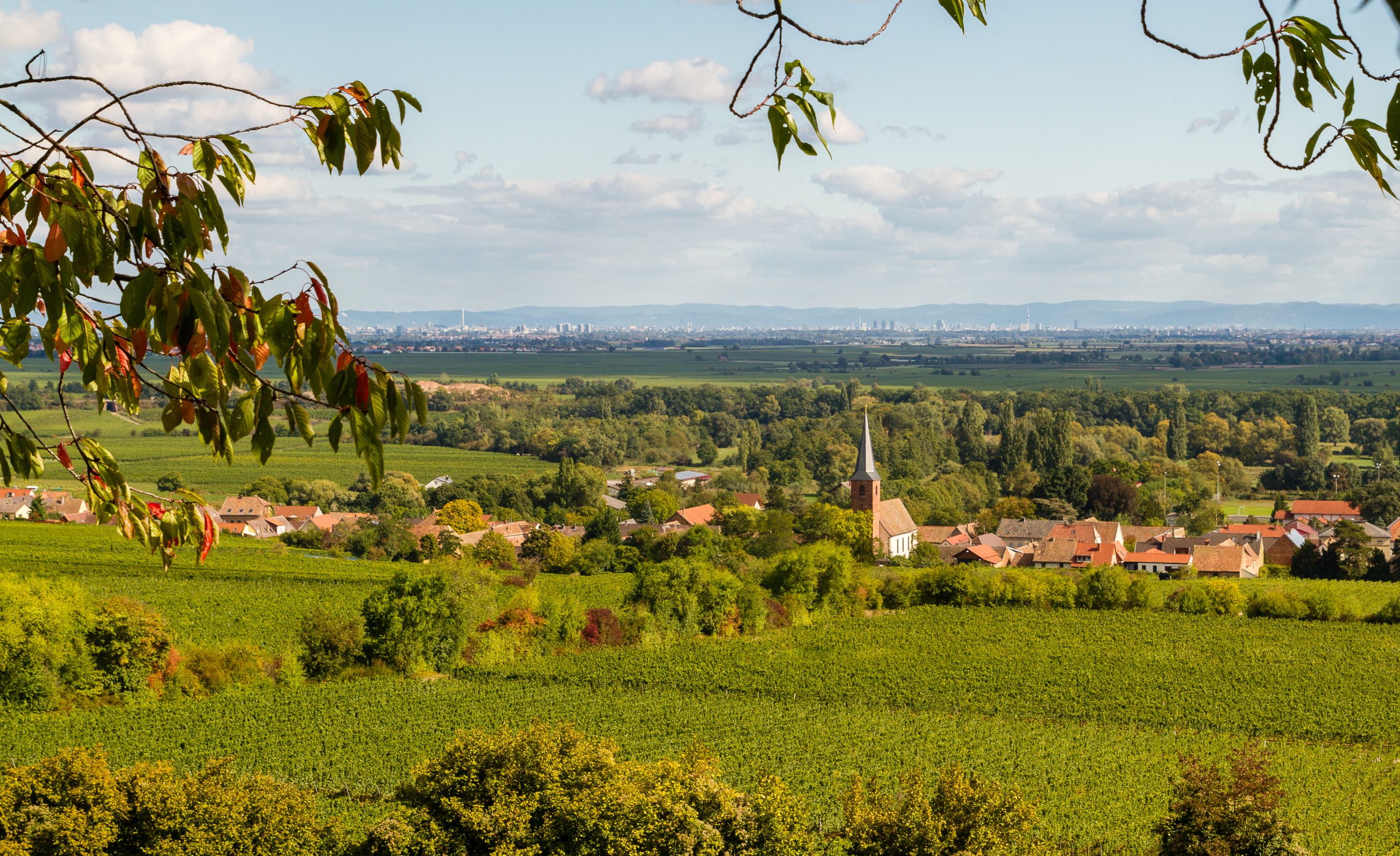
Ortsbild von Forst an der Weinstraße

Forst an der Weinstraße ist eine Ortsgemeinde im vorderpfälzischen Landkreis Bad Dürkheim (Rheinland-Pfalz) und hat einen Namen als Winzerdorf. Sie gehört der Verbandsgemeinde Deidesheim an, innerhalb derer sie sowohl gemessen an der Einwohnerzahl als auch gemessen an der Fläche die kleinste Ortsgemeinde darstellt.

## Geographie

### Lage
Der Ort liegt am hügeligen Westrand der Oberrheinischen Tiefebene an der Deutschen Weinstraße im pfälzischen Weinbaugebiet. Nachbarorte sind Wachenheim im Norden, Friedelsheim im Nord- und Niederkirchen im Südosten sowie Deidesheim im Süden. Im Westen der Gemarkung erstreckt sich außerdem das Margarethental.

### Erhebungen und Gewässer
Der Pechsteinkopf ist ein 355 m hoher Berg westlich von Forst mit einem Basaltvorkommen, das bis ins 20. Jahrhundert abgebaut und mit einer Drahtseilbahn zu Tal geschafft wurde. Mitten durch den Ort fließt der Stechgraben, durch den Nordosten der Gemarkung verläuft der Wachenheimer Bach.

## Geschichte
Der salische Graf Johann, Neffe von Kaiser Heinrich IV. und von 1090 bis 1104 als Johann I. Fürstbischof von Speyer, schenkte 1100 seine persönlichen Besitzungen im Speyergau, darunter auch Deidesheim, dem Hochstift Speyer. Der ausgedehnte Pfälzerwald westlich von Deidesheim, der in Urkunden „Vorst“ bzw. „Forst“ genannt wurde, war von dieser Regelung ausgenommen und blieb der fürstbischöflichen Jagd vorbehalten. In diesem Forst liegen die Anfänge des Dorfs. Ab 1474 unterstand der Ort dem Speyerer Amt Deidesheim. Das Kloster Otterberg war im Ort begütert.
Am 10. Mai 1525, während des Bauernkriegs, führte Kurfürst Ludwig V. in Forst erfolglose Verhandlungen mit den aufständischen Bauern des Geilweiler und des Bockenheimer Haufens.
Bis zum Ende des 18. Jahrhunderts gehörte Forst landesherrlich zum Hochstift Speyer. Im Jahr 1794 wurde das linke Rheinufer im Ersten Koalitionskrieg von den Franzosen besetzt. Von 1798 bis 1814 gehörte Forst zum Kanton Dürkheim (französisch Canton de Durkheim) im Département Donnersberg (französisch Département du Mont-Tonnerre) und besaß eine eigene Mairie.
Aufgrund der Vereinbarungen des Wiener Kongresses kam das Gebiet im Juni 1815 zunächst zu Österreich und wurde 1816 auf der Grundlage eines Staatsvertrags an das Königreich Bayern abgetreten. Unter der bayerischen Verwaltung gehörte Forst von 1817 an zum Landkommissariat Neustadt im Rheinkreis, ab 1862 zum Bezirksamt Neustadt.
1902 wechselte die Gemeinde in das neu geschaffene Bezirksamt Dürkheim, ehe dieses 1931 wieder in sein Neustadter Pendant eingegliedert wurde. Ab 1939 war Forst Bestandteil des Landkreises Neustadt. Nach dem Zweiten Weltkrieg wurde der Ort innerhalb der französischen Besatzungszone Teil des Regierungsbezirks Pfalz im damals neu gebildeten Land Rheinland-Pfalz. Im Zuge der ersten rheinland-pfälzischen Verwaltungsreform wechselte der Ort 1969 in den neu geschaffenen Landkreis Bad Dürkheim. Drei Jahre später wurde Forst Bestandteil der ebenfalls neu entstandenen Verbandsgemeinde Deidesheim.

## Bevölkerung

### Einwohnerentwicklung
Die Tabelle zeigt die Entwicklung der Einwohnerzahl von Forst; die Werte von 1871 bis 1987 beruhen auf Volkszählungen:
| Jahr | Einwohner |
| 1815 | 695       |
| 1835 | 789       |
| 1871 | 591       |
| 1905 | 589       |
| 1939 | 603       |
| 1950 | 746       |

| Jahr | Einwohner |
| 1961 | 742       |
| 1970 | 687       |
| 1987 | 669       |
| 1997 | 732       |
| 2005 | 848       |
| 2024 | 774       |

### Religion
Die Katholiken gehören zum Bistum Speyer und unterstehen dort dem Dekanat Bad Dürkheim. Seit 1. Januar 2016 ist der Ort eine Filiale der in Deidesheim ansässigen Pfarrei Hl. Michael. Zuvor hatte die katholische Gemeinde in Forst eine eigene Pfarrei, die zuletzt – von 2006 bis 2015 – eine Pfarrgemeinschaft mit den Pfarreien St. Ulrich (Deidesheim) und St. Martin (Ruppertsberg) bildete. Die Evangelischen gehören zur Protestantischen Landeskirche Pfalz. Ende 2017 waren 50,3 % der Einwohner katholisch und 26,8 % evangelisch. 20,8 % waren konfessionslos, und 2,1 % gehörten einer sonstigen Religion an.

## Politik

### Gemeinderat
Der Gemeinderat in Forst besteht aus zwölf Ratsmitgliedern, die bei der Kommunalwahl am 9. Juni 2024 in einer personalisierten Verhältniswahl gewählt wurden, und dem ehrenamtlichen Ortsbürgermeister als Vorsitzendem.
Die Sitzverteilung im Gemeinderat:
| Wahl | CDU               | Grüne             | FWG               | Gesamt   |
| ---- | ----------------- | ----------------- | ----------------- | -------- |
| 2024 | 6                 | 1                 | 5                 | 12 Sitze |
| 2019 | per Mehrheitswahl | per Mehrheitswahl | per Mehrheitswahl | 12 Sitze |
| 2014 | 7                 | 1                 | 4                 | 12 Sitze |
| 2009 | per Mehrheitswahl | per Mehrheitswahl | per Mehrheitswahl | 12 Sitze |

- FWG = Freie Wählergruppe Forst e. V.

### Bürgermeister
Von 2009 bis 2024 war Bernhard Klein (CDU) Ortsbürgermeister von Forst. Bei der Direktwahl am 26. Mai 2019 wurde er mit einem Stimmenanteil von 74,95 % in seinem Amt bestätigt.
Zur Direktwahl am 9. Juni 2024 trat Klein nicht erneut an. Es wurde auch kein anderer Wahlvorschlag eingereicht, auch bei der konstituierenden Sitzung des Gemeinderats am 9. Juli war noch kein Kandidat gefunden worden. Erst bei der nächsten Ratssitzung nach der Sommerpause fand sich mit Thomas Keller (Grüne) ein Kandidat; er wurde einstimmig vom Rat zum Ortsbürgermeister gewählt.

### Wappen
| Wappen von Forst an der Weinstraße | Blasonierung: „Geteilt, unten gespalten, oben auf grünem Grund in Silber sieben bewurzelte grüne Bäume, vier halbhohe im Hintergrund, dazwischen drei hohe ragend im Vordergrund, unten rechts in Blau ein durchgehendes silbernes Balkenkreuz, unten links in Grün über rotem Grund ein auf der Teilung schreitendes, wiedersehendes, goldnimbiertes, silbernes Gotteslamm, mit linkem Vorderbein eine naturfarbene schräglinke Stange mit silberner Querfahne, darin ein durchgehendes rotes Balkenkreuz (Kreuzesfahne), haltend.“ |
| Wappen von Forst an der Weinstraße | Wappenbegründung: Es wurde 1902 vom Bayerischen Staatsministerium des Innern genehmigt und geht zurück auf ein Siegel von 1725. Das silberne Kreuz in Blau erinnert an die ehemalige Zugehörigkeit zum Hochstift Speyer. |

## Sehenswürdigkeiten und Kultur

### Kulturdenkmäler

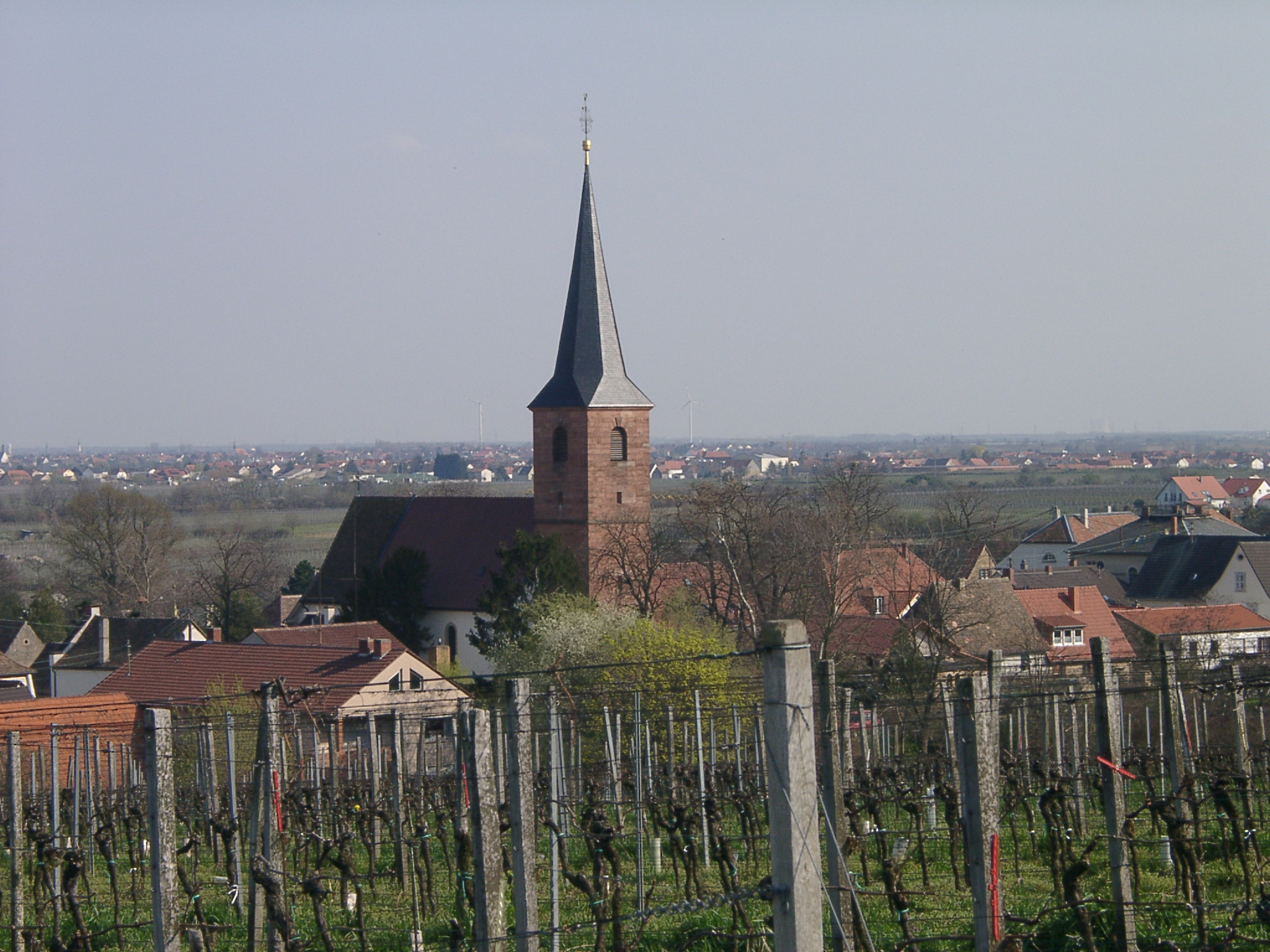
Pfarrkirche St. Margareta

Der Ortskern ist als Denkmalzone ausgewiesen. Hinzu kommen zahlreiche Einzelobjekte, die unter Denkmalschutz stehen, darunter die katholische Kirche St. Margareta. Sie wurde zwischen 1716 und 1723 errichtet und besitzt einen 40 m hohen Turm, der aus dem Jahr 1767 stammt. In den Kirchenhügel wurde 1933 das Kriegerdenkmal als offene Krypta mit dreiteiligem Kreuzgewölbe gebaut.

### Sonstige Bauwerke
Das Nördliche Ungeheuer, eine Steinskulptur von Steinbildhauer-Meisterin Janet Weisbrodt (Niederkirchen bei Deidesheim) am nördlichen Ortseingang, sowie das Südliche Ungeheuer als Pendant am südlichen Ortseingang, geschaffen von Steinbildhauer-Meisterin Bettina Morio aus Deidesheim, spielen auf die bekannte Weinlage Forster Ungeheuer an.
Der Eichbrunnen, der Pechsteinbrunnen und der Hansel-Fingerhut-Brunnen stehen im oder nahe beim Ortszentrum.

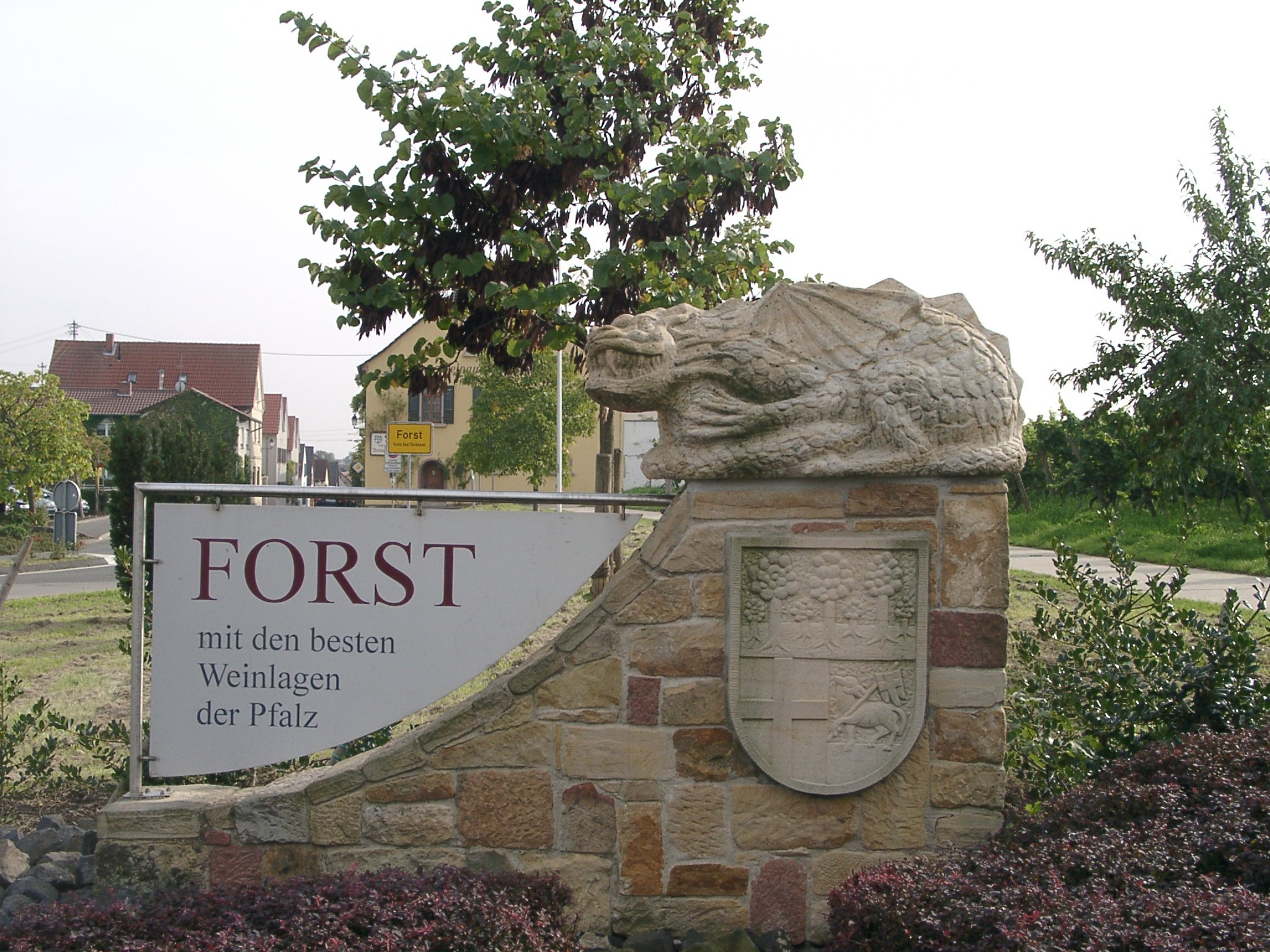
Das Nördliche Ungeheuer
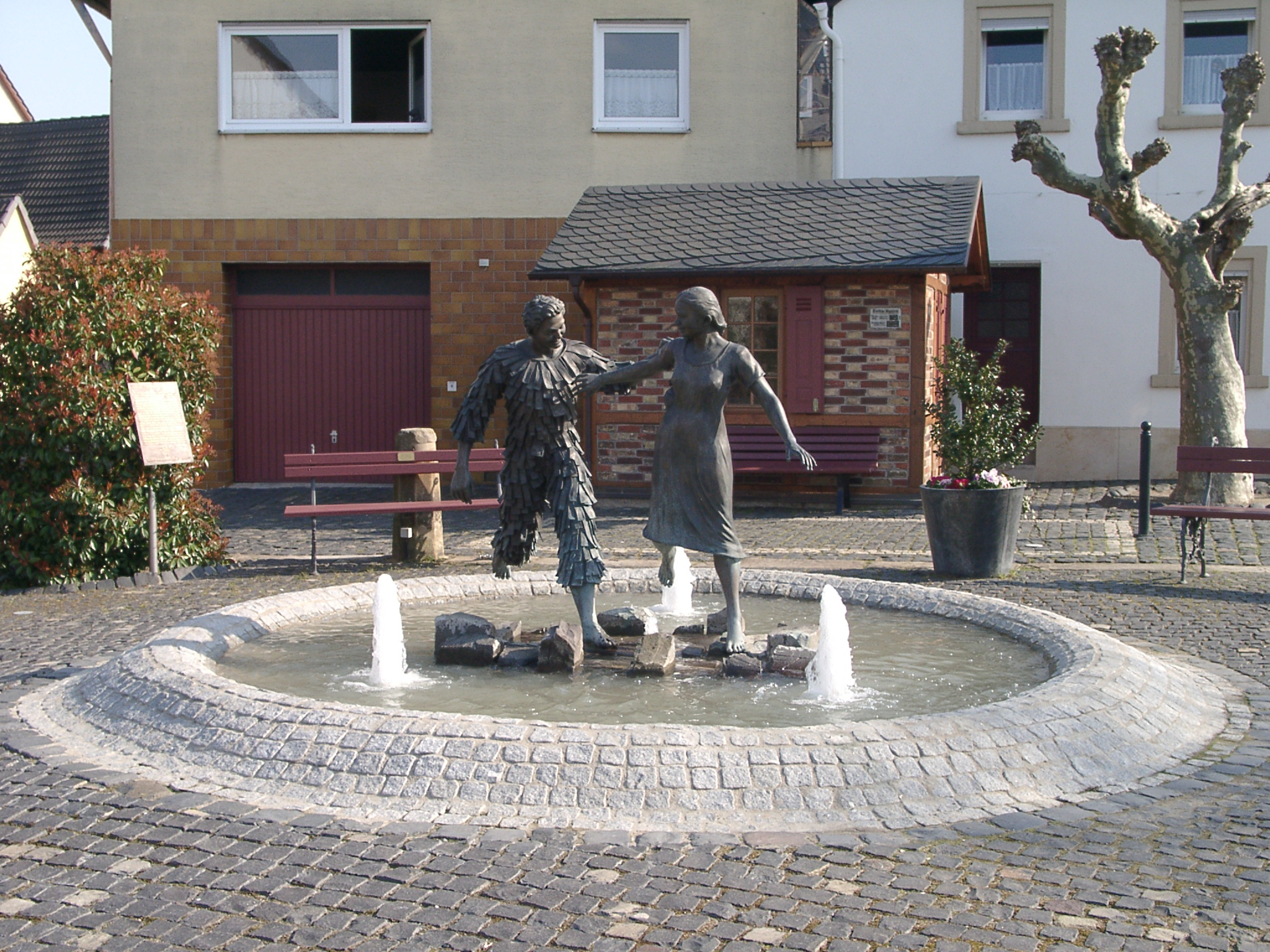
Hansel-Fingerhut-Brunnen
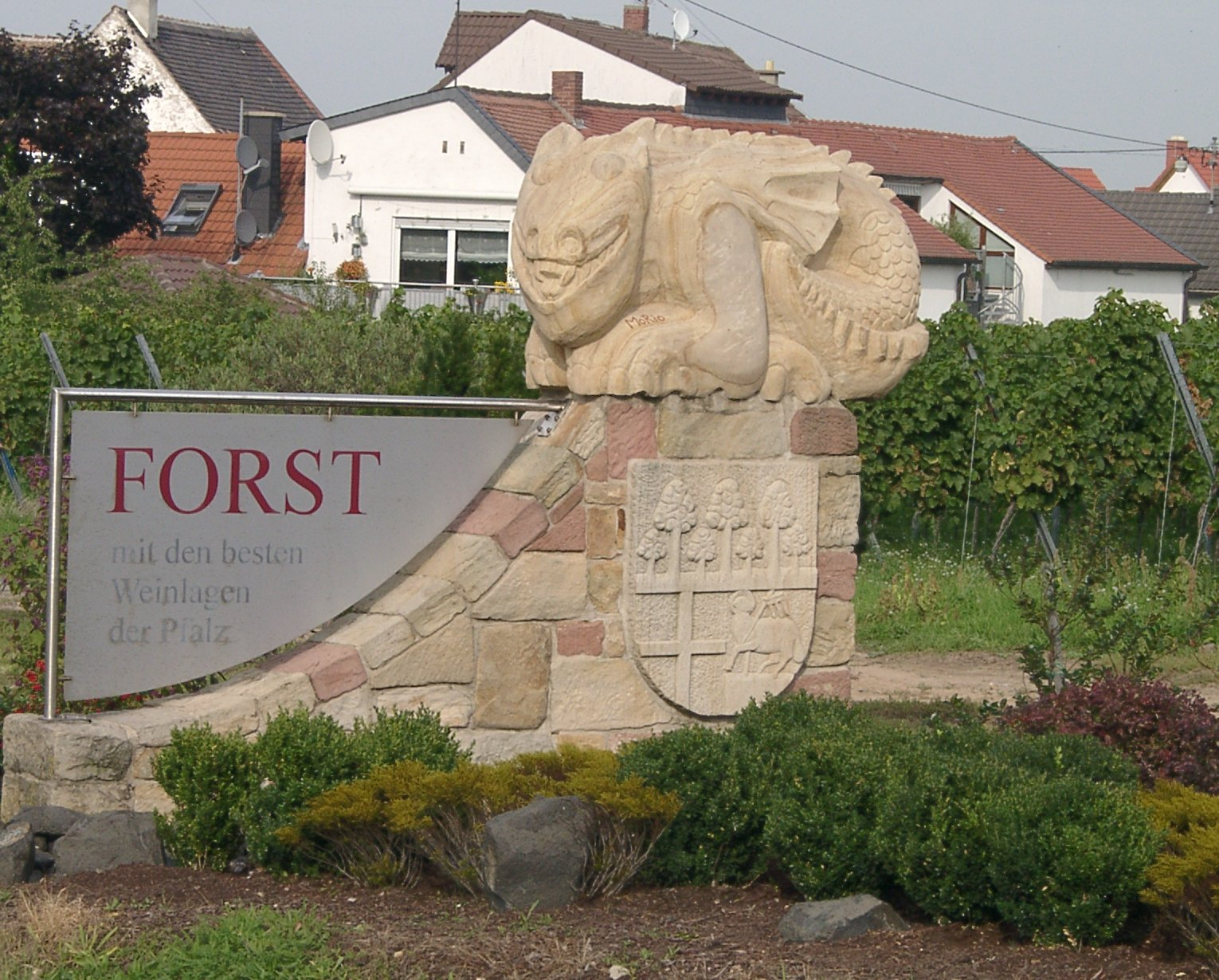
Das Südliche Ungeheuer
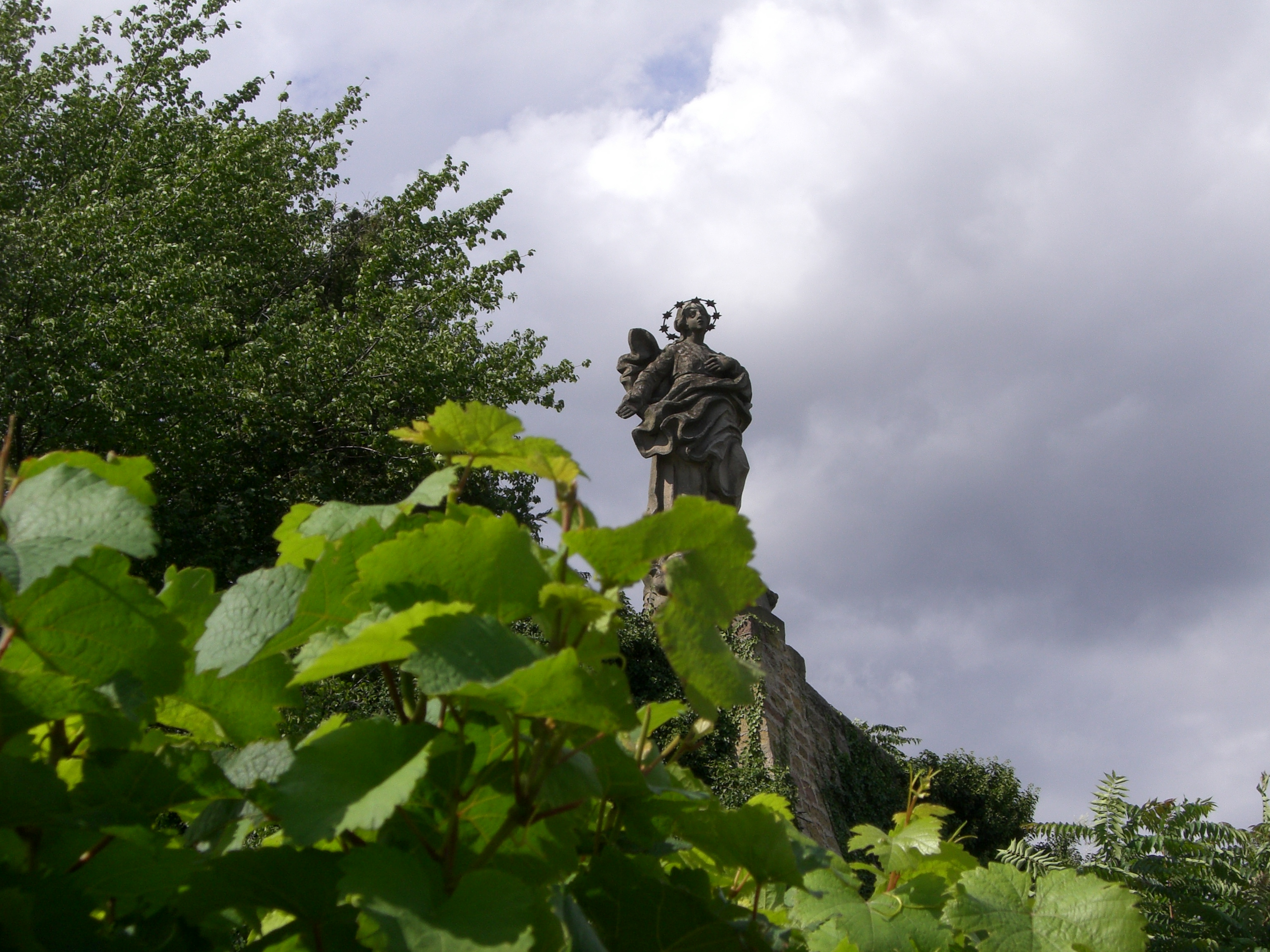
Madonnenstatue im Mariengarten

Der Lagenstein mit eingravierten Forster Weinlagen ist ein Aussichtspunkt westlich des Dorfs, ebenso die Madonnenstatue in der Weinlage Mariengarten und das Hahnenböhler Kreuz in der Gewanne Hahnenböhl (Gemarkung Deidesheim), das als hölzernes Wetterkreuz 1803 errichtet und 1886 durch ein Kreuz aus Eisen ersetzt wurde.

### Natur
Der Westen der Gemarkung liegt im Naturpark Pfälzerwald, der wiederum Bestandteil des Biosphärenreservats Pfälzerwald-Vosges du Nord ist. Innerhalb des Gemeindegebiets befinden sich drei Naturdenkmale, unter ihnen die Bismarckhöhle. Sie befindet sich westlich des Ortes nah am Waldrand und wurde 1885 aus Anlass des 70. Geburtstags von Reichskanzler Otto von Bismarck geschaffen. Die Gedenktafel am Eingang trägt eine Inschrift, deren Anfangsbuchstaben von oben nach unten gelesen den Namen „Bismarck“ ergeben:
Bringt Wetter dich
In Not,
So kehre bei mir ein.
Männiglich
Arm wie
Reich,
Christ oder Heid,
Künftig soll geschützet sein.

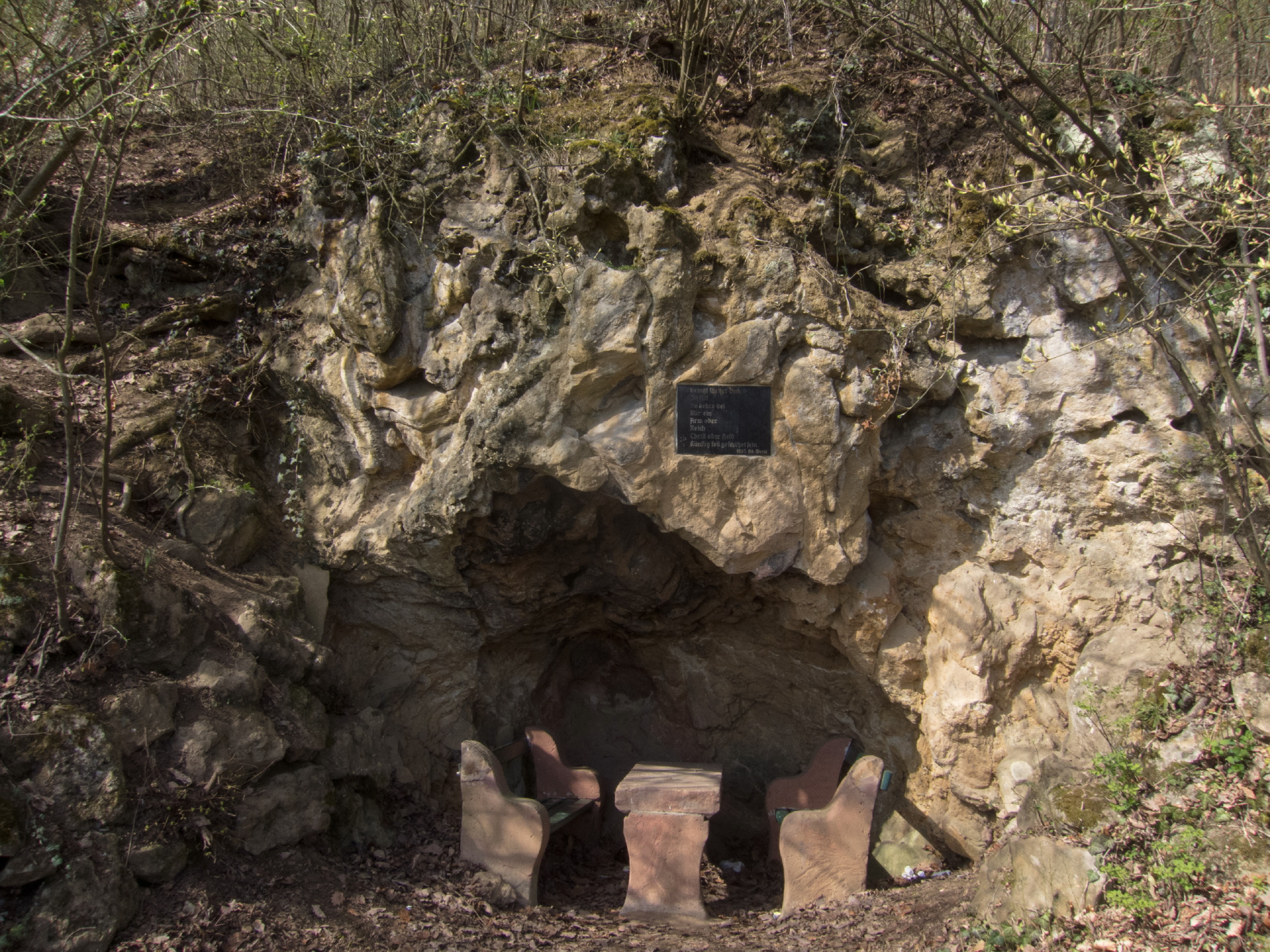
Bismarckhöhle

Das Naturschutzgebiets Haardtrand – Am Bechsteinkopf trägt die Nummer NSG-7332-174. Das Naturschutzgebiet NSG-7332-220 Forster Bruch erstreckt sich zwischen Forst und der Bundesstraße 271 östlich des Ortes.

### Veranstaltungen

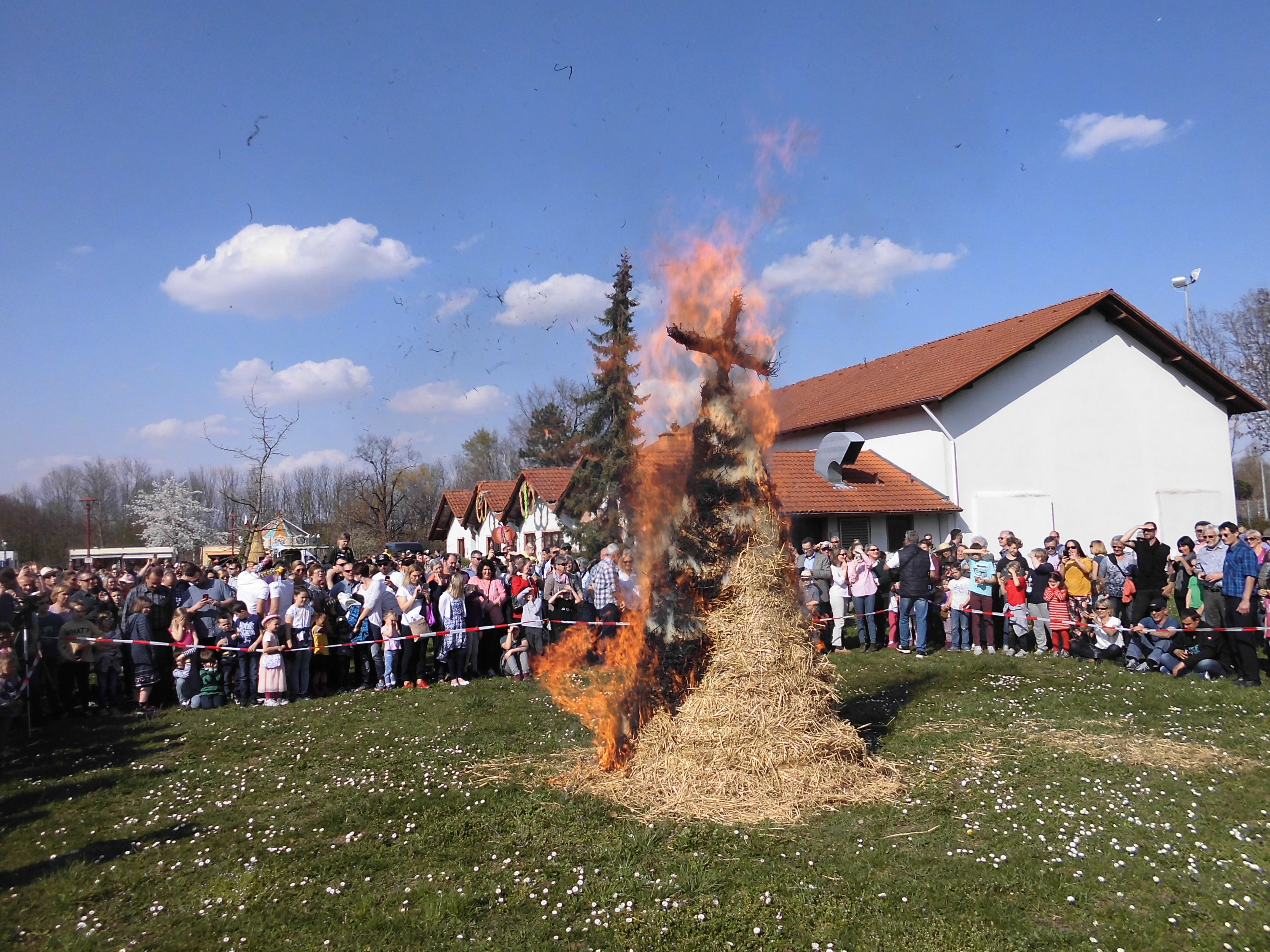
Winterverbrennung beim Hansel-Fingerhut-Spiel

Seit 1721 ist das Hansel-Fingerhut-Spiel nachgewiesen. Dieses Frühlingsfest mit Winterverbrennung wird jährlich am Sonntag Laetare gefeiert und zieht Zuschauer auch von außerhalb der Region an. Am 9. Dezember 2016 wurde es in das UNESCO-Verzeichnis des immateriellen Kulturerbes aufgenommen.
Die Weinkerwe beim Ungeheuer findet am ersten Augustwochenende statt.

## Wirtschaft und Infrastruktur

### Wirtschaft
Die Fruchtbarkeit der Böden und das milde Klima veranlassten bereits die Römer, hier Edelkastanien, Mandeln, Feigen und Zitrusfrüchte anzupflanzen, speziell aber den Weinbau einzuführen. Forst liegt in der Region Mittelhaardt-Deutsche Weinstraße und ist berühmt für seine Weinlagen, wie Forster Ungeheuer (38,0 ha), Kirchenstück (3,7 ha), Musenhang (17,7 ha), Pechstein (19,0 ha), Bischofsgarten (46,7 ha), Elster (8,4 ha), Freundstück (4,3 ha) und Jesuitengarten (7,3 ha). Die Einzellagen gehören zur Großlage Forster Mariengarten. Die Rebsorte Riesling dominiert mit einem Anteil von etwa 85 Prozent an den rund 180 Hektar Rebfläche. Zu den noch selbst vermarktenden Weinerzeugern des Ortes gehören Acham-Magin, Eugen Müller, Eugen Spindler, Georg Mosbacher, Heinrich Spindler, Lucashof. Werlé Erben sowie der Forster Winzerverein. Die Erwerbstätigkeit wird zunehmend auch durch Tourismus und Gastronomie geprägt.

### Verkehr

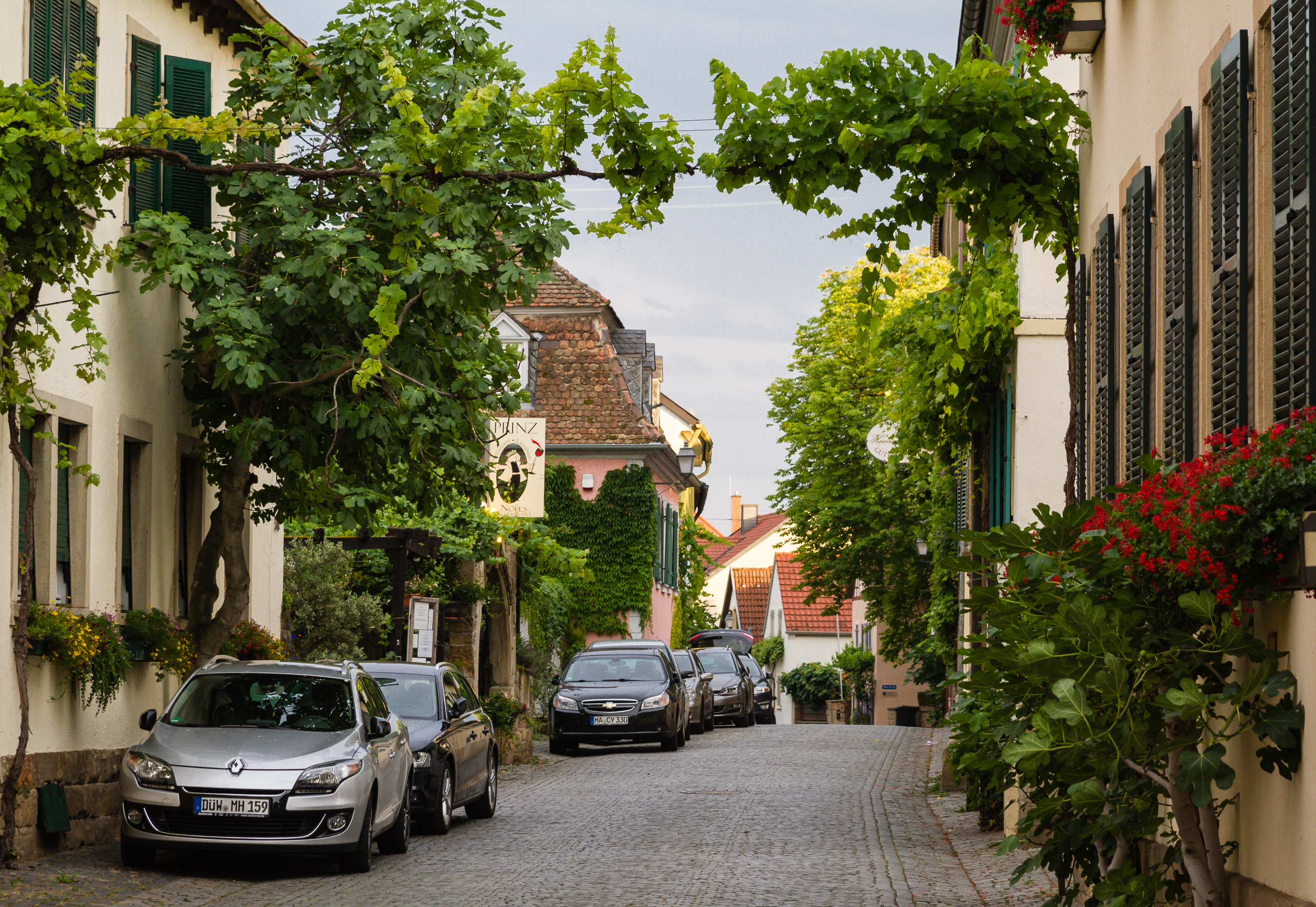
Deutsche Weinstraße innerhalb von Forst

Forst ist ein Straßendorf. Die ursprünglich einzige Straße durchzieht den Ort von Nord nach Süd, heute mit einer Länge von etwa 1,2 km als Teilstück der Deutschen Weinstraße. Dies war früher zugleich die Bundesstraße 271, die Bad Dürkheim und Neustadt an der Weinstraße verbindet.
Eine erste kleine Umgehungsstraße wurde um 1970 direkt am östlichen Dorfrand gebaut; sie wurde inzwischen jedoch vom Ort „eingeholt“ und firmiert mittlerweile als Landesstraße 516. In den 1990er Jahren wurde die B 271 für die gesamte Region 1 km nach Osten verlegt und berührt die Weinorte nicht mehr. Über die B 271 und deren Anschluss Deidesheim besteht seitdem auch eine schnelle Anbindung von Forst an die Autobahn 65 (Anschlussstelle 11 Deidesheim), über die in etwa 25 Minuten Ludwigshafen oder in etwa 50 Minuten Karlsruhe erreicht werden kann. In nördlicher Richtung gelangt man auf der B 271 nach Bad Dürkheim und zur dortigen Anschlussstelle der Autobahn 650 (Bad Dürkheim–Ludwigshafen). Nahverkehrsmäßig ist die Gemeinde über die von Busverkehr Imfeld betriebene Buslinie 512 nach Neustadt angebunden.

### Tourismus
Durch die Waldgemarkung verlaufen der Prädikatswanderweg Pfälzer Weinsteig und ein Wanderweg, der mit einem roten Punkt markiert ist. Westlich des Siedlungsgebietes verläuft einer durch die Weinberge, der mit einem roten Balken gekennzeichnet ist und von Neuleiningen bis nach Siebeldingen führt.

## Persönlichkeiten

### Ehrenbürger

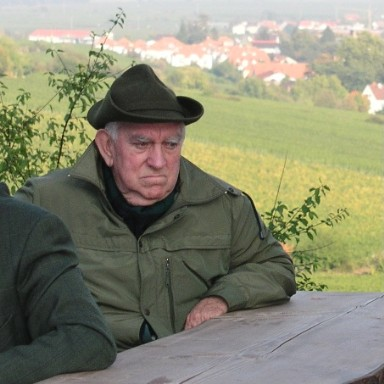
Ehrenbürger Paul Tremmel

- 1. Dezember 1969: Richard Mosbacher (1898–1977), Bürgermeister von Forst (1945–1956)[22]
- 19. März 1984: Josef Spindler (1904–1988), Bürgermeister von Forst  (1956–1960)[22]
- Paul Tremmel (* 1929), Pfälzer Mundartdichter, wohnte bis 2016 in Forst.
- 7. September 2021: Dieter Bonn
- 7. September 2021: Hans Rau (* 1941), langjähriges Mitglied im Gemeinderat, engagierter Ehrenamtler, Chronist

### Söhne und Töchter der Gemeinde
- Wilhelm Schellhorn-Wallbillich (1848–1909), Weingutsbesitzer in Forst und Politiker (NLP)
- Josef Queva (1849–1929), Arbeiterführer, Mitbegründer der pfälzischen Sozialdemokratie
- Wilhelm Spindler (1861–1927), Weingutsbesitzer in Forst und Reichstagsabgeordneter (12. Wahlperiode 1907–1912, Zentrum)
- Arnold Siben (1882–1957), Verwaltungsbeamter und Politiker (Zentrum)
- Peter Lewandowski (* 1957), Journalist

### Sonstige Personen
- Gregor Ata (1815–1899), Erzbischof der Melkitisch Griechisch-katholischen Kirche von Homs in Syrien, besuchte die Gemeinde.
- Wilhelm Ferdinand Spindler (1893–1937), war Weingutsbesitzer in Forst und Politiker (BVP).
- Georg Baselitz (* 1938), deutscher Maler und Bildhauer, wohnte von 1971 bis 1975 in der örtlichen Villa Braun, Weinstr. 29.
- Annette Oehl, später Göb (* 1954), Pfälzische Weinkönigin 1974/75, wuchs in Forst auf.